# Rechtbank Assen
Rechtbank Assen  was tot 2013 een van de negentien rechtbanken in Nederland. Met ingang van 1 januari 2013 is de rechtbank opgegaan in de Rechtbank Noord-Nederland.  De rechtbank had op het laatst nog twee vestigingen, de hoofdvestiging te Assen aan de Brinkstraat 4 en het oude kantongerecht te Emmen aan de Hoofdstraat 6.
Het arrondissement van de rechtbank Assen bestond uit vier, later uit drie kantons: kanton Assen, kanton Hoogeveen,  kanton Emmen en kanton Meppel.  De laatste president van de rechtbank Assen was mr. P.J. Duinkerken.

## Geschiedenis
De rechtbank is opgericht in 1811 bij invoering van de Franse rechterlijke organisatie. Als enige provincie in Nederland werd Drenthe in 1838 niet in twee of meer arrondissementen verdeeld. Het arrondissement Assen kwam overeen met de provincie. Als enige arrondissement is daardoor het rechtsgebied van de rechtbank in de hele periode van het bestaan van de rechtbank, van 1838 tot 2013, niet wezenlijk veranderd. Behoudens kleine grenscorrecties met omliggende provincies was er enkel van 1934 tot 1941 sprake van een kleine wijziging. In deze periode waren de gemeenten Roden, Peize en Eelde ingedeeld bij het kanton Groningen en dus ook het arrondissement Groningen. De bezetter draaide dat in 1941 weer terug, hetgeen in 1951 geformaliseerd werd.

## Paleis van Justitie
De rechtbank is sinds 1840 gevestigd in het Paleis van Justitie aan de Brinkstraat. Het werd gebouwd om het provinciaal hof te huisvesten. Het gebouw, ontworpen door A. Kommers in een neoclassicistische stijl, werd ook gebruikt door het kantongerecht.